# بيتر براون (مؤرخ)
بيتر براون (بالإنجليزية: Peter Brown)‏ (و. 1935  م) هو مؤرخ المسيحية، ومؤرخ، وأستاذ جامعي أمريكي، ولد في دبلن، هو عضوٌ في الأكاديمية الأمريكية للفنون والعلوم، والأكاديمية الملكية الهولندية للفنون والعلوم، والأكاديمية البريطانية، والجمعية الأمريكية للفلسفة.

## التعليم
تعلم في مدرسة شروزبري ‏، وكلية نيو كوليج.

## جوائز
حصل على جوائز منها:
- جائزة دان ديفيد (2015)
- جائزة بلزان (2011)
- Kluge Prize [الإنجليزية]‏ (2008)
- Dr A.H. Heineken Prize for History  [لغات أخرى]‏ (1994)
- جائزة رالف والدو إمرسون [الإنجليزية]‏ (1989)
- زمالة ماك آرثر (1982)
- زمالة الأكاديمية البريطانية
- فارس وسام الفنون والآداب.